# Euphorbia submamillaris
Euphorbia submamillaris är en törelväxtart som först beskrevs av Alwin Berger, och fick sitt nu gällande namn av Alwin Berger. Euphorbia submamillaris ingår i släktet törlar, och familjen törelväxter. Inga underarter finns listade i Catalogue of Life.